# Лойкербад
Лойкербад или Лейкербад (нем. Leukerbad, фр. Loèche-les-Bains, валийский диалект Leiggerbad) — коммуна округа Лойк (нем. Leuk, фр. Loèche) в кантоне Вале в Швейцарии. 

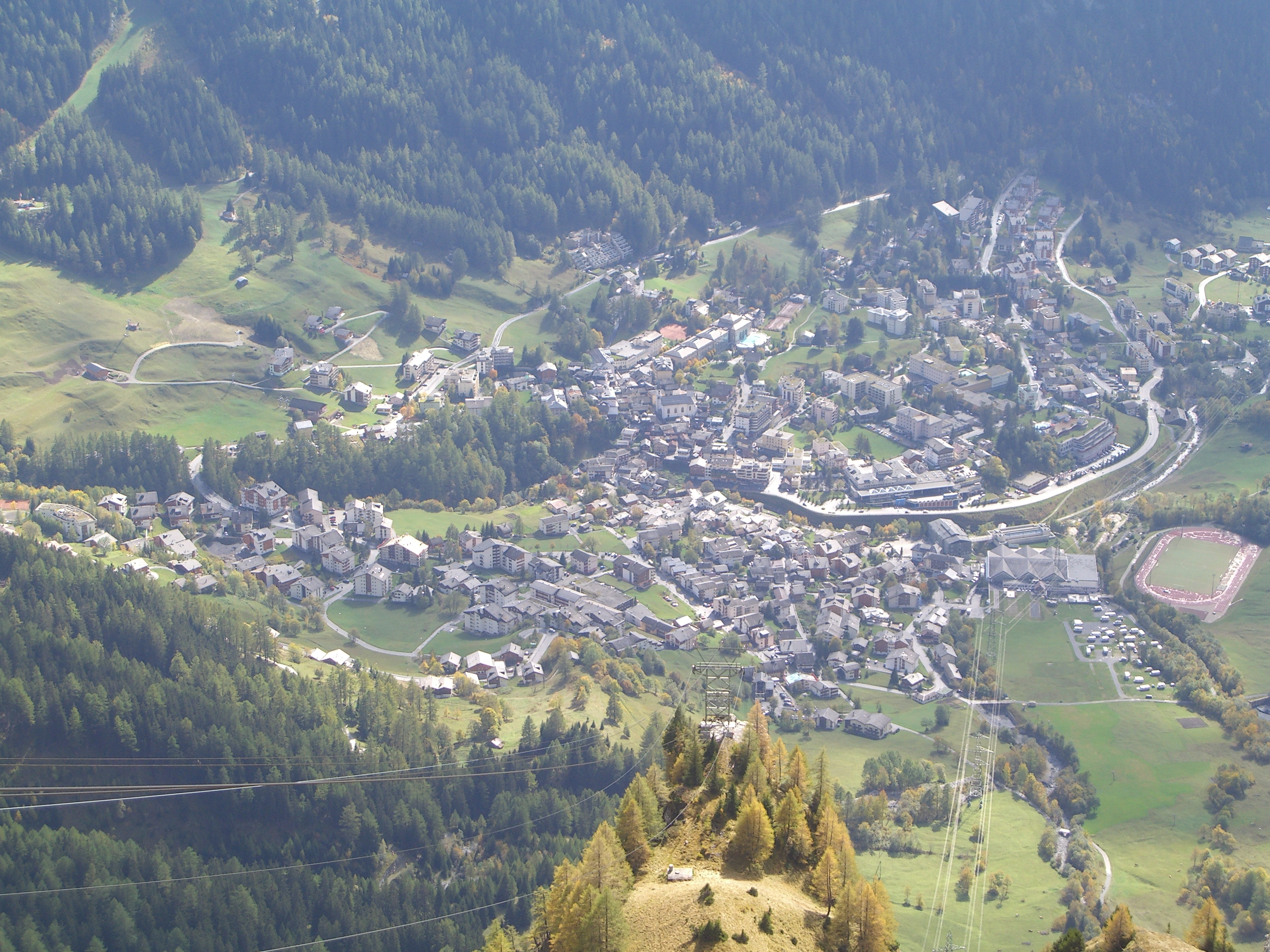

## География
Расположенный на высоте 1411 м, городок Лойкербад находится в германоязычной части кантона Вале, на границе (на востоке) с франкоязычной частью кантона Вале и (на севере) с кантоном Берн. Раскинувшийся на берегах реки Дала (приток Роны), этот знаменитый бальнеологический курорт известен своими многочисленными термальными источниками ещё с времён древних римлян. Современные раскопки показали, что уже в гельветико-романскую эпоху (самое позднее во II веке н. э.) Лойкербад представлял собой небольшое поселение.
Великолепные альпийские пейзажи укрепили за станцией славу одного из живописнейших уголков Швейцарии. Перевал Гемми (нем. Gemmipass, фр. Col de la Gemmi) высотой 2 314 м соединяет Лойкербад с коммуной Кандерштег. Это излюбленное место для пеших прогулок, в том числе семейных, а в зимнее время — для катания на горных и беговых лыжах, санях и бобах, для походов на снегоступах и проч. Особую прелесть перевала составляет Даубенское озеро.

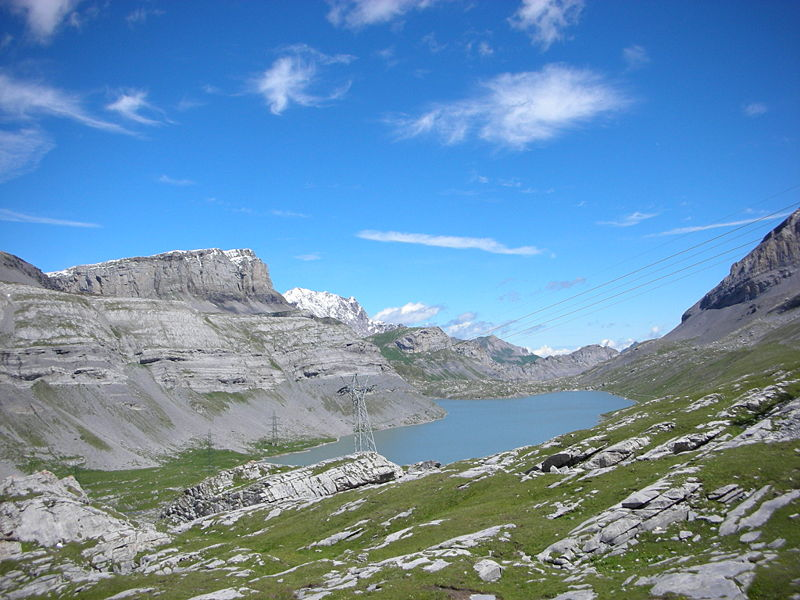

 Горный массив Торрент, представляет 50 км зоны катания на горных лыжах и сноуборде, а летом — 18 маршрутов для любителей внедорожного велосипеда. Канатная дорога. Отсюда открывается необычайный вид на Альпы, охватывающий две красивейшие вершины: Маттерхорн и Монблан.

## История
Впервые упоминается в 1229 году под именем Боэз (Boez). Самый древний письменный источник, из сохранившихся в муниципальном архиве города датируется 1315 годом . В нём уже идёт речь о банных процедурах. К 1478 году в деревушке, переименованной тогда в Balnea lucensia или Baden, появляются первые постоялые дворы. 1501 год — решающий год для коммуны: Кардинал Сьона и поклонник термализма покупает права на несколько горячих источников и начинает строительство великолепного гостиничного двора с банями и минеральными водами. Вплоть до XVIII века частые горные лавины периодически разрушали разные части города, но он отстраивался заново. К концу XIX века — началу XX века туристическая инфраструктура развивается быстрыми темпами (дороги, железнодорожное сообщение, отели). С появлением первого механического подъёмника, станция становится местом зимнего горнолыжного отдыха. Среди известных личностей посетивших курорт можно упомянуть Гёте, Марк Твена, Мопассана.

## Термализм
65 источников Лойкербада ежедневно извергают 3,9 миллиона литров минеральных вод, что позволяет бальнеологическому курорту иметь множество спа-салонов и поддерживать несколько крупных термальных центров, из которых Burgerbad Therme (фр. Les Bains de la Bourgeoisie) и Lindner Alpentherme — крупнейшие в Европе. Несколько разнообразных по форме, температуре воды, рельефу открытых и закрытых бассейнов, сауны, хаммамы, спортивный бассейн с водной горкой (120 м) и прочее. Здесь проводится 250 различных водных и оздоровительных процедур, направленных на поддержание красоты, здоровья, физического и морального комфорта.

## Горнолыжный курорт
75 км горнолыжных трасс: 50 км для спуска на горных лыжах и 25 км — на беговых. Сноупарк и трассы, предназначенные для чемпионатов мира. Три подъёмника (два бугельных и один кабинный) в зоне катания Торрент. Соединяется в свою очередь с зоной катания Альбинен благодаря современным кресельным подъёмникам на 6 человек, четырём бугельным и шестиместным кабинам. Небольшая зона катания Эрли отведена для юных лыжников. В 2008 году лыжная школа Лойкербада была переименована в Швейцарскую школу снежного спорта (помимо лыж и сноуборда здесь стремятся охватить все зимние дисциплины, практикуемые на снегу).